# Carriers
Carriers (titulada: Portadores en Hispanoamérica e Infectados en España) es una película de terror estadounidense de 2009 acerca de cuatro personas que huyen en un automóvil de una pandemia viral. Fue escrita y dirigida por Àlex Pastor y David Pastor y protagonizada por Lou Taylor Pucci, Chris Pine, Piper Perabo, Emily VanCamp y Christopher Meloni.

## Sinopsis
Un virus pandémico se ha extendido por todo el planeta, matando a casi todo el mundo. Dos hermanos, Brian y Danny, juntos con la novia de Brian, Bobby y la amiga de Danny, Kate, se dirigen a un lugar llamado Turtle Beach, donde creen que pueden esperar a que la pandemia del virus desaparezca. Para intentar sobrevivir, el grupo de ajusta a una serie de reglas creadas por Brian.
En su camino, se encuentran con un hombre, Frank y su hija infectada Jodie, y terminan llevándolos a la enfermería de una escuela donde creen que hay un suero contra la enfermedad. Al llegar, descubren que el suero no funciona, y el único médico vivo está a punto de suicidarse con potasio junto a un grupo restante de niños infectados, alegando que el infectado ya está muerto. Mientras tanto, Bobby es accidentalmente infectada por la niña Jodie cuando estaba tratando de ayudarla, pero oculta esto al grupo. En ese lugar abandonan a Frank con la niña.
Después de esto, se detienen en un campo de golf donde juegan al golf y destruyen partes de la casa, y aunque Bobby trata de prevenirle, Brian besa a Bobby. El campo de golf está siendo utilizado como base por un pequeño grupo de supervivientes armados. Los supervivientes atrapan a los protagonistas y les dicen que se vayan excepto las mujeres. Al revisarlas, descubren que Bobby tiene el virus entonces los dejan ir, pero le quitan el combustible al automóvil. Kate insiste en que van a terminar muertos si Bobby continúa viajando con ellos y Brian termina dejándola en una gasolinera abandonada.
Más tarde, Brian se descompone bajo la presión de tener que tomar todas las decisiones difíciles a fin de mantener a todos vivos, y Danny descubre que su hermano también está infectado. Kate insiste en abandonar a Brian, y cuando él da la oportunidad lo dejan abandonado, pero descubren que Brian tiene las llaves del auto. Entonces le piden que se las entreguen. Como él no accede, le disparan, matándolo, y queman el cuerpo. Después, Danny y Kate llegan a Turtle Beach y Danny se da cuenta de que, sin su hermano, el lugar que le había parecido tan especial para ellos de niños está vacío. La película termina, dejando su destino incierto.

## Información
La duración de la película es de 85 minutos. Fue producida por Paramount Vantage.
La película se estrenó comercialmente el 4 de septiembre de 2009 en los cines de Estados Unidos, mientras que el 8 de diciembre del mismo año fue editada en DVD y Blu ray.